# Pleospora lycopersici
Pleospora lycopersici är en svampart som beskrevs av Marchal & É.J. Marchal 1921. Pleospora lycopersici ingår i släktet Pleospora och familjen Pleosporaceae.   Inga underarter finns listade i Catalogue of Life.